# 경기도 특수대응단
경기도 특수대응단(京機道 特殊對應團 Gyeonggido Special Rescue Service)는 경기도를 관할하는 경기도 소방재난본부 산하의 특수대응단이다.
특수대응단장은 소방정으로 보한다.

## 조직
- 특수재난대책팀
- 특수구조 1·2·3팀
- 항공운항 1·2팀
- 항공정비 1·2·3팀
- 아주대병원(파견)

## 항공장비
자체 식별번호는 GG(Gyeonggi)를 사용한다.

### 운용중
- AS365 1기 (HL9455)[4]: 2001년 배치
- KA-32 1기 (HL9456)[4]: 2001년 배치
- AW139 1기 (HL9485)[4]: 2010년 배치[5]

### 퇴역
- Bell 206: 1991년 배치, 2010년 폐기[5]
- KA-32: 1997년 배치, 1999년 7월 20일 폐기[6][7]

## 사건사고
- 1999년 7월 20일 KA-32가 경기도 남양주시 진건면에서 불시착, 전복 된 뒤 전소돼 3명이 부상당했다.[6][7]

## 같이 보기
- 대한민국 소방청
- 대한민국의 소방
- 소방관 계급